# 钱元懿
钱元懿（886年—951年），杭州錢塘（今浙江杭州）人，字秉徽，五代十國的吳越國武肃王钱镠的第五子。母亲金氏，同母兄弟钱元球、钱元玧、钱元珰、钱元珣，原名钱传璹。
钱传懿生于唐僖宗光启二年十一月初三，初任镇海军右直都知兵马使，安国军衣锦军防遏指挥使，检校兵部尚书，从睦州判东阳，常常大醉，历任清海、武胜军节度使，太傅，同中书门下平章事，封金华郡王，广顺元年，在婺州金华去世，年六十六岁，谥号宣惠。其子钱仁仿。